# Fortunago
Fortunago – miejscowość i gmina we Włoszech, w regionie Lombardia, w prowincji Pawia.
Według danych na rok 2004 gminę zamieszkiwało 415 osób, 23,1 os./km².